# Їчжісє
Їчжісє (кит.: 伊稚斜; д/н — бл. 114 до н. е.) — 4-й шаньюй держави хунну в 126—114 роках до н. е. Протягом панування вів запеклі війни з імперією Хань, внаслідок поразок вимушен був перейти до оборони.

## Життєпис

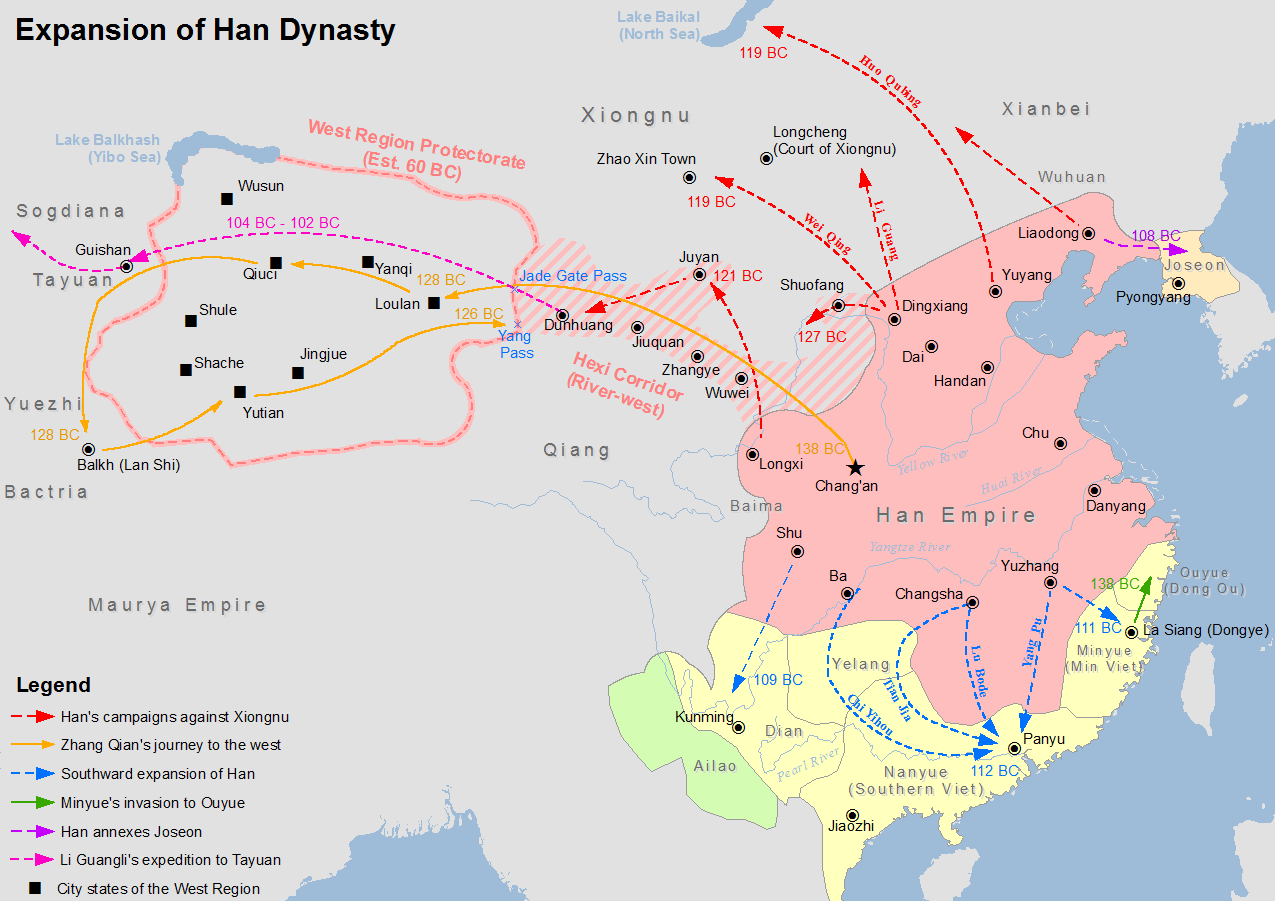
Походи ханської армії проти хунну

Другий син шаньюя Лаошана. Про молоді роки обмаль відомостей. У 120-х роках до н. е. обіймав посади східного гулі-вана. 126 року дон. е. після смерті брата Цзюньченя проголосив себе шаньюем, домігся підтримки ванів. За цим виступив проти небожа й законного спадкоємця (східного тукі-вана) Юданя, якому завдав нищівної поразки, змусивши тікати до китайських володінь, де той невдовзі помер.
Відновив військові дії проти імперії Хань, ймовірно діяючи на випередження імператора Лю Че, що мав намір використати Юйбі проти Їчжісє. На чолі декількох десятків тисяч кіннотників шаньюй вдерся до командирства Даї, де полонив 1 тис. осіб. Восени атакував Яньмень, де полонив ще стільки ж. У 125 році до н. е. три армії хунну по 30 000 в кожній напали на командирства Даї, Дінсян, Шанцзюнь, захопивши чималу здобич. Західний тукі-ван намагався відбити у Китаю Ордос, але не зміг захопити місто-фортецю Шофан.
У 124 році до н. е. дацзянцзюнь (верховний командувач) Вей Цін зі 100 тис. кінноти вночі оточив стоянку західного тукі-ван, який в цей час пиячив. Той встиг втекти, але ханці захопили 15 тис. хунну і 10 молодших князів.
У відповідь восени 124 року до н. е. хунну напали на Дайцзюнь, вбили губернатора Чжу Іна і полонили 1 тис. осіб. Навесні 123 року до н. е. ханське військо на чолі із Вей Ціном створив базу в Дінсяні, звідки здійснював напади на кочів'я хунну, захопивши 19 тис. осіб, але втратив 3 тис. вершників і 2 генералів з 6. При цьому Чжао Сінь, сіхоу (командувач авангардом), під час руху на з'єднання з західним крилом ханського війська натрапив на шаньюя, на бік якого зрештою перейшов, оскільки також походив з хунну.
У 122 року до н. е. за порадою Чжао сіня шаньюй переніс ставку на північний бік гір Їньшань. Навесні того ж року Їчжісє на чолі 10 тис. вершників напав на командирство Шан. Навесні 121 року дон. е. пяоці цзянцзюнь (верховний командувач легкої кінноти) Хо Цюйбін з 10 тис. кінноти, пройшовши 500 км за гори Яньчжішань, напав на хунну, вбивши 8960 і полонивши 18 тис. осіб, потім захопивши золотий ідол, якому поклонявся шаньюй. Влітку цього року ханське військо раптово атакувало хунну в горах Ціляньшань, внаслідок чого хунну втратили вбити і полоненими 33 тис. осіб. і 70 молодших князів.
Їчжісє у відповідь напав на командирства Дайцзюнь і Яньмень. Імператор Лю Че наказав Бо Ванхоу і Лі Гуану атакувати землі східного тукі-вана. Проте останній завдав ханським військам тяжкої поразки.
Восени 121 році хуннські ван Хуньше, дізнавшись про намір шаньюя стратити його за невдалі дії проти китайців, зі своєю ордою (40 тис. осіб) відкочували до ханським володінь. В результаті супротивники вдалося зміцнитися в Ордосі, який було перетворено на базу для військових дій проти шаньюя.
У 120 року дон. е. хунну напали на Юбейпін і Дінсян, сплюндрувавши місцевість. Втім Їчжісє потроху вимушений був перейти до оборони. У 119 році до н. е. 2 ханські армії виступили проти хунну. У запеклій битві при Мобей (на північному кордоні Гобі) шаньюй разом зі східним тукі-ваном зазнав поразки від Вей Ціна, втім зумів прорвати оточення з кількома сотнями кращих вояків й втекти на північний захід. У полон потрапило 19 тис. хунну. Невдовзі ханське військо під орудою Хо Цюйбіна завдало тяжкої поразки на східному тукі-вану, захопивши у полон 70 тис. хунну.
З огляду на ці невдачі шаньюй наказав хунну переселилися за Гобі. В свою чергу на захоплених північних землях китайці викопали канали для зрошення і переселили туди 60 тис. військових поселенців. У новому поході ханська армія захопила 90 тис. хунну, але втратила майже усіх коней.
За цих обставин Їчжісє вирішив розпочати перемовини стосовно відновлення умов договору 162 року до н. е. Але імператор Лю Че запропонував шаньюю стати його васалом, що було відкинуто. Почалася підготовка до нової війни.
116 року за наказом шаньюя військо хунну напало на провінцію Лян. 114 року до н. е. Їчжісє помер. Йому спадкував син Увей.